# Conseil en logistique
 (février 2019).
Le conseil en logistique est une activité de service qui vise soit à délivrer aux entreprises des conseils spécialisés dans les stratégies et les tactiques en logistique, soit d'y réaliser un travail très spécialisé.
Par extension, un conseil en logistique est aussi une personne physique, le consultant en logistique, ou une personne morale, la société de conseil en logistique, qui délivre ce type de services.

## Activités principales
Le conseil en logistique s'intéresse aux flux matières (ou marchandises) et à leur environnement. La notion d'environnement est toujours une notion relative.
Pour le conseil en logistique, le flux matériel de marchandises est l'objet principal de l'activité (le centre), alors que le flux immatériel d'informations qui lui est associé (flux financiers inclus) en est l'accessoire. Le conseil en informatique verra probablement les mêmes choses .... de l'autre côté du miroir.
Les flux matières sont souvent subdivisés arbitrairement comme : "amonts" (de la production à l'entrepôt) ; "avals" (de l'entrepôt à la consommation) ; "retours" (de la consommation à la production).
L'environnement est constitué, pour le conseil en logistique, des ressources (ressources humaines, sources d'énergie et carburants, ....), des biens nécessaires à la réalisation de la prestation logistique (entrepôts, outillages, machines ...) et des services (emballage, fournitures, transport, systèmes d'informations, contrôle de gestion).

## Organisation de la profession
L'activité de conseil en logistique est répartie entre des grands acteurs (effectifs, notoriété), des acteurs de taille moyenne et des cabinets de conseil unipersonnels. Comme dans de nombreux métiers, les grands acteurs apportent des moyens en quantité alors que les acteurs de taille modeste jouent sur la réactivité.

### Les grands acteurs
Les grandes entreprises de conseil en logistique réalisent les projets dont la gestion nécessite de nombreux consultants. S'il y a lieu, elles sous-traitent une partie du projet à de plus petites entreprises.
Spécialistes ou généralistes, les grandes entreprises sont en compétition entre elles et avec les d'entreprises de taille modeste.

### Les acteurs de taille modeste
Ces acteurs disposent d'équipe de taille réduite et interviennent de manière personnalisée en s'intégrant au sein des équipes de leurs clients. Par cette situation, ils sont l'occasion de créer de nouveaux postes de travail.
La difficulté, cependant reste pour eux comme pour leurs clients de conserver à leur relation son caractère commercial (régie par le Code du commerce) et de ne pas glisser vers une relation de type subordination (régie par le Code du travail)
Pour réaliser à plusieurs les grands projets, ces plus petites entreprises se regroupent souvent autour de marques commerciales. Elles mutualisent alors leurs réseaux d'informations, leurs ressources, leurs expertises et leurs outils de travail.

### Points communs et spécificités
Tous réalisent des missions, c’est-à-dire des interventions et des études à durée et à surface limitées dont les objectifs sont contractualisés
Tous font face à la même problématique commerciale, qui consiste à identifier des projets pour proposer leurs services à leurs prospects. La connaissance des projets (donc l'appréhension des marchés) est prise par les moyens suivants :
1. La notoriété, principalement pour les grands acteurs, contactés spontanément par leurs (futurs) clients
2. La gestion du carnet d'adresses pour tous
3. La consultation des appels d'offres, pour les marchés publics

La profession dans son ensemble anticipe probablement sur des évolutions lourdes de l'organisation du travail, favorisées dans le cadre du conseil en logistique, par la dissémination des lieux de production, de stockage et de distribution des entreprises clientes : précarité, nomadisme, travail à domicile ou chez le client, appartenance à des réseaux préfigurent probablement une nouvelle organisation du travail dans les pays industrialisés et en cours d'industrialisation.

## Le marché en Europe et dans le monde
Selon Jean-Luc Placet, président de Syntec " Le trio de tête : Allemagne, Royaume-Uni et France
Premier constat : le marché européen du conseil en management a gagné 14 % en 2005, à 61,6 milliards d'euros. On est bien loin des 3 % de croissance annuelle en 2003 et 2004 qui marquaient déjà une légère reprise après une période difficile. En 2005, le secteur comptait plus de 53 000 cabinets de conseil, tous types de spécialités confondus, soit 565 000 consultants en Europe, alors que la moyenne s'élevait à 300 000 les trois années précédentes.
Dans ce paysage, l'Allemagne et le Royaume-Uni occupent respectivement 39 et 27 % du marché quant au chiffre d'affaires. « Si l'Allemagne et la Grande-Bretagne sont les leaders européens du conseil, c'est parce que leur croissance s'affiche à deux chiffres et qu'elles ont un réservoir important de grosses PME exportatrices. » La France, quant à elle, est le troisième marché européen du conseil, avec presque 10 % de part de marché et une croissance de 9 % en 2005. "Celle des deux prochaines années devrait rester à un niveau de 9 ou 10 %", ajoute Jean-Luc Placet.
Les États-Unis considèrent l'Europe comme un marché d'avenir. Ainsi, en 2005, le marché du conseil en management présente une croissance de plus de 26 % au Royaume-Uni, 23 % au Danemark, 20 % en Roumanie, etc. Malgré sa quatrième position sur le marché européen, l'Espagne affiche une croissance de 11 % en 2005, finalement plus que la France. Le marché français du conseil en management emploie quand même 27 000 personnes et a embauché 2 700 personnes en 2006, surtout des jeunes diplômés."

## Marchés émergents
Les conseils en logistique sont engagés en profondeurs dans les entreprises et ils en tirent le privilège de disposer d'une vision stratégique, globale et neutre des évolutions sociétales. C'est pourquoi, la profession s'implique dans les marchés émergents générés par les problématiques socio-économiques et environnementales comme :
- l'organisation des transports et la réduction de l'émission des gaz à effet de serre ;
- l'organisation de la production et la logistique associée aux délocalisations et relocalisations, liées elles-mêmes aux prix de revient extrêmement fluctuants des marchandises. Ils sont eux-mêmes induits pas les évolutions des coûts de la main d'œuvre et des coûts de l'énergie
- l'organisation de la logistique de proximité et de sa capacité à livrer en ville. Les organisations à mettre en œuvre, en relations avec le développement du commerce électronique.
- les organisations et la logistique à mettre en œuvre en relation avec des nouveaux concepts comme la globalisation, le « comportement civique », le développement durable, ...

Dans ce cadre, les conseils en logistique s'impliquent dans la réflexion prédictive, en relation avec des organisations gouvernementales.

## Prospective: marché et avenir des entreprises de Conseil en logistique
(janvier 2022).
Le nombre de petites entreprises de conseil en logistique s'accroît rapidement depuis quelques années, pour différentes raisons liées au marché porteur ou à la situation économique des pays où elles se créent. Cette multiplication des petites entreprises de conseil en logistique s'explique par :

### La demande des entreprises
Les industriels se posent partout la question de savoir où produire mieux et moins cher, puis comment mettre à disposition des marchés consommateurs, les marchandises qu'ils ont fabriquées ailleurs. Les grands mouvements de recherche de profits et d'augmentation des parts de marché, par la réduction des coûts et par l'amélioration de la qualité ou la création de nouveaux produits et de services accroissent la demande en spécialistes de la logistique, capable d'intervenir sur des projets de toutes dimensions. Dans ce contexte, l'appel aux entreprises de conseils en logistiques est forte, car ils leur apportent ce qu'elles cherchent :
- Flexibilité : évolution rapide du nombre de collaborateurs en fonction des projets et des ressources disponibles ;
- Expertise : mise en œuvre de spécialistes
- Réactivité : rapidité d'interventions
- Souplesse : avantage du contrat commercial sur le contrat de travail.
- Économie représentée par le consultant, au regard des coûts directs du salarié (salaires, frais de déplacement et cotisations sociales) et indirects (bureaux, postes informatiques, gestion des organisations représentatives, gestion du contrat de travail et de la rémunération, gestion des congés ...)

### L'offre aux entreprises
- Afflux de cadres de la logistique expérimentés sur le marché du travail, comme conséquence des rapprochements, rachats et regroupements d'entreprises, en particulier chez les grands opérateurs des transports et de la logistique. Par exemple : La Poste, Deutsche Post, Géodis ... Ces fusions - acquisitions conduisent immédiatement à la duplication des postes d'expertises et de management au sein des nouvelles structures qui en résultent. La décision est généralement, la mise sur le marché du travail de personnes très expérimentées en logistique. À défaut de retrouver un emploi équivalent, ou par vocation, ces personnels peuvent créer leur propre entreprise de conseil en logistique, ou se faire embaucher par une organisation existante.
- Afflux de jeunes diplômés en logistique très qualifiés (titulaires de D.U.T.,de Master ou de Mastère spécialisé) qui ne trouvent pas forcément de débouché dans les entreprises qui maintiennent leurs cotisations salariales au plus bas, et qui vont eux aussi décider de rejoindre une organisation de conseil en logistique existante.

Dans ce cadre, l'avenir des cabinets de consultants en logistique est probablement assuré partout et va probablement encore se développer.
Cependant, le risque majeur est l'afflux très important de conseils en logistique dans certains pays industrialisés, qui pourrait conduire, selon la loi du marché, à une offre dépassant la demande, puis à une dévalorisation du métier et à l'appauvrissement des Conseils en logistique. En réaction, Ce type de situations conduit généralement à la désaffection pour le métier, puis à la réduction de l'offre. Elle pourrait alors être contrôlée par quelques grands cabinets en position dominante.

## Les acteurs français

### Les entreprises
Le conseil en logistique est assuré par des sociétés de conseils généralistes ou spécialisées, de taille diversifiée, couvrant des domaines allant de la stratégie à la mise en œuvre. Des opérateurs en logistique peuvent également des prestations de conseil.

### Les apporteurs d'affaires
Ce sont des entreprises de conseil en logistique, dont la mission est de prester des "intermédiations commerciales", c’est-à-dire de répondre à la recherche d'une entreprise de fournisseurs, sous-traitants, transporteurs ... par une proposition de fournisseurs potentiels. Le rôle du conseil en logistique est, dans ce cadre, d'apporter la meilleure réponse opérationnelle à l'entreprise demandeuse. Cette mission est particulièrement délicate, car ces entreprises d'apports d'affaire se rémunèrent en prélevant, sous une forme, ou sous une autre, une commission, facturée quelquefois au client, le plus souvent au fournisseur de matériels ou de services. La déontologie et l'impartialité de l'entreprise "apporteur d'affaires" est par conséquent un facteur discriminant pour le client.

### Les organismes publics
- ADEME Agence de l'Environnement et de la Maîtrise de l'Energie
- APEC Agence pour l'emploi des cadres
- INRETS Institut national de recherche sur les transports et leur sécurité
- OSEO né, en 2005, de la réunion des compétences - dans le financement et l'accompagnement des PME - de l’Agence nationale de valorisation de la recherche (ANVAR), dite Agence de l'innovation et de la BDPME (Banque du développement des PME), incluant la Sofaris (Société de garantie du financement).

### Les écoles publiques ou privées
- Universités délivrant des Master
  - Institut Supérieur de Logistique Industrielle (ISLI), hébergé à KEDGE Business School :
    - Master of Science in Global Supply Chain Management, formation à Temps Plein en Anglais,
    - Mastère spécialisé/M2 en Global Supply Chain Management, formation Continue ou en Alternance en Francais.

  - L'École Supérieure de Logistique Industrielle
  - L'Université de Nantes - Master Logistique Internationale
  - L'Université du Havre
  - L'Université Paris 1 Panthéon-Sorbonne
  - L'Université Lille I
  - L'Université de Paris
  - L'Université Aix-Marseille I
  - L'Université d'Artois
  - L'Université de Pau et des Pays de l'Adour, Master LAOSI (Logistique, Activités Opérationnelles et Systèmes d'information),
  - L'Université de Reims Champagne-Ardenne (URCA) M2 Management Logistique et Gestion des Flux
  - L'Université du Littoral Côte d'Opale
  - Promotrans
  - L'AFT-IFTIM, Association pour la Formation en Transport et l'Institut de Formation aux Techniques d'Implantation et de Manutention, devenu Aftral en 2015
  - CCI-Formation Clermont-Ferrand, M1 Responsable logistique
- Écoles délivrant des diplômes d'ingénieurs
  - L'École nationale supérieure des Mines de Nantes - Nantes
  - L'École nationale supérieure des Mines d'Albi-Carmaux - Albi
  - L'École nationale supérieure de génie industriel (ENSGI) de Grenoble INP - Grenoble
  - L'École nationale supérieure d'arts et métiers (ENSAM) - Paris
  - L'institut supérieur de mécanique de Paris (ISMEP - SUPMECA
  - L'Ecole Supérieure des Transports (E.S.T.)
  - Institut Français de Mécanique Avancée (IFMA) - Clermont-Ferrand
  - L'Institut supérieur d'études logistiques (ISEL) - Le Havre (Composante de l'Université du Havre)
  - L'institut National Polytechnique Félix Houphouet Boigny de Yamoussoukro (Côte d'Ivoire) avec son cycle Ingénieur en Logistique et Transports lancé depuis 1996.
- Instituts Universitaires de Technologie (I.U.T.) délivrant des Diplômes Universitaires de Technologie (D.U.T.)
  - Institut Supérieur de la Logistique et du Transport (I.S.L.T) Montaigu-85 délivre des titres de"Responsable en logistique de Distribution Nationale et Internationale" de niveaux II
  - L'École Nationale de Commerce et de Gestion d'Agadir (Royaume du Maroc) avec son Master spécialisé en commerce international et logistique lancé en 2007/2008